# Орлов, Александр Константинович (дипломат)
Алекса́ндр Константи́нович Орло́в (род. 17 марта 1948) — российский дипломат, государственный деятель. Кандидат исторических наук. Чрезвычайный и полномочный посол (2005).

## Биография
Окончил МГИМО МИД СССР в 1971 году и аспирантуру Института США и Канады АН СССР в 1973 году. Владеет французским, итальянским и английским языками.
На дипломатической работе с 1971 года. Работал в центральном аппарате Министерства иностранных дел СССР, представительствах за рубежом. По собственным воспоминаниям: «В начале 80-х годов мне довелось участвовать в советско-американских переговорах в Женеве по ограничению и сокращению стратегических вооружений. То были для меня настоящие университеты, благодаря которым мой профессиональный кругозор серьезно расширился. Работал под руководством выдающегося дипломата Виктора Павловича Карпова, возглавлявшего нашу делегацию. Безмерно ему благодарен за школу, которую у него прошёл».
В 1993—1998 годах — советник-посланник Посольства России во Франции.
В 1998—2001 годах — директор Первого европейского департамента Министерства иностранных дел Российской Федерации.
31 мая 2001 года назначен постоянным представителем Российской Федерации при Совете Европы в Страсбурге. По собственным воспоминаниям: «Работа была сложная, но исключительно интересная. Пришлось вплотную заниматься такими сложными проблемами, как права человека, развитие демократии, строительство правового государства. Одним из наиболее ярких эпизодов своей служебной карьеры считаю работу в представительстве в период первого в истории России председательства в Комитете Министров Совета Европы».
3 января 2007 года освобождён от обязанностей постоянного представителя Российской Федерации при Совете Европы в Страсбурге «в связи с переходом на другую
работу».
1 мая 2007 года приказом по Министерству иностранных дел Российской Федерации назначен директором Департамента по связям с субъектами Федерации, парламентом и общественно-политическими организациями.
14 октября 2008 года назначен чрезвычайным и полномочным послом Российской Федерации во Франции.
1 декабря 2008 года по совместительству назначен чрезвычайным и полномочным послом Российской Федерации в Княжестве Монако.
26 января 2009 года президент Французской Республики Николя Саркози принял в Елисейском дворце верительные грамоты у нового посла России в Париже Александра Орлова.
23 октября 2017 года освобождён от должности посла Российской Федерации во Франции и в Княжестве Монако по совместительству.

## Семья
Женат (вторым браком), имеет двух сыновей и двух дочерей.

## Награды
- Благодарность Президента Российской Федерации (27 ноября 2003) — за активное участие в проведении внешнеполитического курса Российской Федерации[9]
- Благодарность Президента Российской Федерации (3 апреля 2006) — за заслуги в осуществлении согласования в Совете Европы законодательного регулирования деятельности общественных организаций в Российской Федерации[10]
- Орден Дружбы (28 февраля 2008) — за большой вклад в реализацию внешнеполитического курса Российской Федерации и многолетнюю плодотворную дипломатическую службу[11]
- Благодарность Президента Российской Федерации (27 июня 2011) —  За вклад в реализацию внешнеполитического курса Российской Федераци[12]
- Заслуженный работник дипломатической службы Российской Федерации (23 марта 2015) — за большой вклад в реализацию внешнеполитического курса Российской Федерации и многолетнюю добросовестную работу[13]
- Офицер Ордена Святого Карла (Монако, 17 декабря 2015)[14]
- Орден преподобного Сергия Радонежского III степени (19 января 2016)[15]
- Благодарность Правительства Российской Федерации (6 июня 2017) — за большой вклад в обеспечение деятельности Правительства Российской Федерации[16]

## Дипломатический ранг
- Чрезвычайный и полномочный посланник 2 класса (24 апреля 1993)[17]
- Чрезвычайный и полномочный посланник 1 класса (18 сентября 1996)[18]
- Чрезвычайный и полномочный посол (20 июля 2005)[19].